# Resultado não operacional
Em contabilidade, o resultado não operacional é obtido a partir da receita e da despesa que não está diretamente relacionada com o objetivo do negócio, que por isso são classificadas como sendo não operacional.
Normalmente, trata-se de ganhos ou perdas. São exemplos ganhos ou perdas de capital: 
- lucros ou prejuízos na venda de itens do ativo permanente;
- venda de um veículo, com lucro ou prejuízo, venda de máquinas, equipamentos, etc.

Receitas e despesas não-operacionais são aquelas receitas e despesas decorrentes de transações não incluídas nas atividades principais ou acessórias que constituam objeto da empresa. Podem ser entendidas como receitas e despesas operacionais, as subvenções para investimentos, inclusive mediante isenção ou redução de impostos, concedidas como estímulo à implantação ou expansão de empreendimentos econômicos e doações do Poder Público (RIR/1999, art. 443).  Os incentivos fiscais referidos, sob a forma de empréstimos subsidiados ou regimes especiais de pagamento de impostos, são concedidos, via de regra, sob a forma de abatimento do valor dos juros e atualização monetária. Assim, por exemplo, um contribuinte adquire um empréstimo no valor de R$ 100, com juros de R$ 10, que, todavia, depois de implementada a condição contratual, serão reduzidos os juros a R$ 5. 
Inversamente às receitas operacionais, as não operacionais são aquelas que não se relacionam diretamente com a natureza do negócio de uma companhia, tais como, receita de dividendos e indenizações de seguros. 